# Корцано
Корцано (итал. Corzano, ломб. Corsà) — коммуна в Италии, в провинции Брешиа области Ломбардия.
Население составляет 980 человек (2008), плотность населения составляет 82 чел./км². Занимает площадь 12 км². Почтовый индекс — 25030. Телефонный код — 030.
Покровителем коммуны почитается святитель Мартин Турский, празднование 11 ноября.

## Демография
Динамика населения:

## Администрация коммуны
- Официальный сайт: http://www.comune.corzano.bs.it/